# Coupe des nations de saut d'obstacles 2008
Navigation
Édition précédente Édition suivante
La Coupe des nations de saut d'obstacles 2008 (Samsung Super League 2008), est la 6e édition du circuit Coupe des nations organisé par la FEI, et la dernière sponsorisée par Samsung. Elle a eu lieu du 9 mai au 21 septembre 2008, et a été remportée par l'Allemagne pour la troisième année consécutive.

## Calendrier 2008
| \| La Baule-Escoublac Rome Saint-Gall Rotterdam Aix-la-Chapelle Barcelone Hickstead Dublin \| Villes accueillant la coupe des nations de saut d'obstacles en 2008. |
| La Baule-Escoublac Rome Saint-Gall Rotterdam Aix-la-Chapelle Barcelone Hickstead Dublin                                                                            |

| Date              | Lieu                                                     | Vainqueur   |
| ----------------- | -------------------------------------------------------- | ----------- |
| 9 mai 2008        | Jumping international de France La Baule, France CSIO-5* | Belgique    |
| 23 mai 2008       | Rome, Italie CSIO-5*                                     | Royaume-Uni |
| 30 mai 2008       | St-Gall, Suisse CSIO-5*                                  | Pays-Bas    |
| 20 juin 2008      | Rotterdam, Pays-Bas CSIO-5*                              | Allemagne   |
| 3 juillet 2008    | Aix-la-Chapelle, Allemagne CSIO-5*                       | Allemagne   |
| 25 juillet 2008   | Hickstead, Grande-Bretagne CSIO-5*                       | Allemagne   |
| 8 août 2008       | Dublin, Irlande CSIO-5*                                  | Royaume-Uni |
| 21 septembre 2008 | Barcelone, Espagne CSIO-5*                               | Allemagne   |

## Classement final
|     | Équipe        | Points | Points | Points | Points | Points | Points | Points | Points | Total |
| FRA | Équipe        | ITA    | SUI    | P-B    | ALL    | GBR    | IRL    | ESP    |        | Total |
| --- | ------------- | ------ | ------ | ------ | ------ | ------ | ------ | ------ | ------ | ----- |
| 1   | Allemagne     | 1      | 5      | 6      | 10     | 10     | 10     | 5      | 20     | 67.00 |
| 2   | Great Britain | 2      | 10     | 3      | 4      | 4.5    | 6      | 10     | 6      | 45.50 |
| 3   | Pays-Bas      | 3      | 3.5    | 10     | 7      | 7      | 1      | 3      | 10     | 44.50 |
| 4   | Belgique      | 10     | 2      | 2      | 5      | 0.5    | 2      | 2      | 14     | 37.50 |
| 5   | Irlande       | 5.33   | 3.5    | 1      | 2      | 2      | 3      | 7      | 8      | 31.83 |
| 6   | États-Unis    | 5.33   | 7      | 4      | 0.5    | 4.5    | 0.5    | 4      | 2      | 27.83 |
| 7   | Suisse        | 5.33   | 0.75   | 6      | 3      | 1      | 4      | 0.5    | 4      | 24.58 |
| 8   | Suède         | 0.5    | 0.75   | 0.5    | 1      | 3      | 6      | 1      | –      | 12.75 |

- 8e : relégation en Promotional League

## Classement des cavaliers
|     | Cavalier                   | Équipe        | Points | Points | Points | Points | Points | Points | Points | Points | Total |
| FRA | Cavalier                   | Équipe        | ITA    | SUI    | P-B    | ALL    | GBR    | IRL    | ESP    |        | Total |
| --- | -------------------------- | ------------- | ------ | ------ | ------ | ------ | ------ | ------ | ------ | ------ | ----- |
| 1   | Ludger Beerbaum            | Allemagne     | —      | 0      | 0      | 3      | 0      | —      | —      | 3      | 6     |
| 2   | John Whitaker              | Great Britain | —      | 3      | 1      | 1      | 0      | —      | —      | —      | 5     |
| 2   | Jos Lansink                | Belgique      | —      | 1      | 3      | 0      | 0      | —      | —      | 1      | 5     |
| 2   | Will Simpson               | États-Unis    | 1      | 3      | 1      | —      | —      | —      | —      | —      | 5     |
| 5   | Marco Kutscher             | Allemagne     | —      | 0      | 1      | 0      | 0      | —      | —      | 3      | 4     |
| 5   | Nicole Simpson             | États-Unis    | —      | 1      | 1      | —      | —      | 1      | 0      | 1      | 4     |
| 5   | Pius Schwizer              | Suisse        | 0      | —      | 1      | 3      | 0      | 0      | —      | 0      | 4     |
| 5   | Tim Stockdale              | Great Britain | —      | 3      | 1      | —      | 0      | —      | —      | 0      | 4     |
| 9   | Albert Zoer                | Pays-Bas      | —      | —      | —      | —      | 3      | —      | —      | —      | 3     |
| 9   | Charlie Jayne              | États-Unis    | 1      | 1      | 1      | —      | —      | —      | 0      | —      | 3     |
| 9   | Charlotte Platt            | Great Britain | —      | —      | —      | —      | —      | 3      | —      | 0      | 3     |
| 9   | Christian Ahlmann          | Allemagne     | —      | 1      | 1      | —      | 1      | —      | —      | —      | 3     |
| 9   | Cian O'Connor              | Irlande       | 0      | 1      | 0      | 1      | 0      | 0      | 0      | 1      | 3     |
| 9   | Denis Lynch                | Irlande       | 1      | 0      | 1      | —      | 1      | 0      | 0      | —      | 3     |
| 9   | Emilio Bicocchi            | Italie        | —      | 3      | —      | —      | —      | —      | —      | —      | 3     |
| 9   | Ludo Philippaerts          | Belgique      | 3      | 0      | —      | —      | 0      | —      | —      | —      | 3     |
| 9   | Michel Robert              | France        | 3      | —      | —      | —      | —      | —      | —      | —      | 3     |
| 9   | Vincent Voorn              | Pays-Bas      | 0      | —      | 3      | —      | 0      | —      | —      | —      | 3     |
| 19  | Carsten-Otto Nagel         | Allemagne     | —      | —      | 1      | —      | —      | —      | —      | 1      | 2     |
| 19  | Christina Liebherr         | Suisse        | 0      | —      | 1      | 1      | —      | —      | —      | —      | 2     |
| 19  | Edward Doyle               | Irlande       | 0      | 1      | 0      | 0      | 1      | —      | —      | —      | 2     |
| 19  | Gerco Schröder             | Pays-Bas      | 0      | —      | 1      | 1      | 0      | —      | —      | 0      | 2     |
| 19  | Harry Smolders             | Pays-Bas      | —      | 1      | —      | —      | —      | —      | 1      | —      | 2     |
| 19  | Helena Lundbäck            | Suède         | 1      | 0      | 0      | —      | 0      | 1      | —      | 0      | 2     |
| 19  | Marc Houtzager             | Pays-Bas      | 1      | 1      | —      | 0      | —      | —      | —      | 0      | 2     |
| 19  | Meredith Michaels-Beerbaum | Allemagne     | —      | 1      | —      | 1      | 0      | —      | —      | —      | 2     |
| 19  | Nick Skelton               | Great Britain | 1      | —      | —      | —      | 1      | —      | 0      | —      | 2     |
| 19  | Philippe Lejeune           | Belgique      | 1      | —      | 0      | —      | 0      | —      | 0      | 1      | 2     |
| 29  | Angelique Hoorn            | Pays-Bas      | 0      | —      | 0      | 1      | 0      | —      | —      | 0      | 1     |
| 29  | Beezie Madden              | États-Unis    | —      | —      | —      | —      | 1      | —      | —      | —      | 1     |
| 29  | Christophe Vanderhasselt   | Belgique      | —      | —      | —      | —      | —      | —      | —      | 1      | 1     |
| 29  | David O'Brien              | Irlande       | —      | —      | —      | 1      | 0      | 0      | —      | 0      | 1     |
| 29  | Dirk Demeersman            | Belgique      | —      | 0      | —      | 1      | 0      | —      | —      | —      | 1     |
| 29  | Giulia Martinengo Marquet  | Italie        | —      | 1      | —      | —      | —      | —      | —      | —      | 1     |
| 29  | Hillary Dobbs              | États-Unis    | —      | —      | —      | —      | —      | 0      | 1      | —      | 1     |
| 29  | Holger Wulschner           | Allemagne     | —      | —      | —      | —      | —      | 1      | 0      | —      | 1     |
| 29  | Jane Richard               | Suisse        | 1      | —      | —      | —      | —      | 0      | 0      | —      | 1     |
| 29  | Jessica Kürten             | Irlande       | —      | 0      | —      | —      | —      | —      | 1      | —      | 1     |
| 29  | Judy Ann Melchior          | Belgique      | 1      | —      | 0      | —      | —      | —      | —      | —      | 1     |
| 29  | Kevin Staut                | France        | 1      | —      | —      | —      | —      | —      | —      | —      | 1     |
| 29  | Laura Kraut                | États-Unis    | —      | —      | —      | 0      | 0      | —      | —      | 1      | 1     |
| 29  | Leon Thijssen              | Pays-Bas      | —      | —      | —      | —      | —      | —      | —      | 1      | 1     |
| 29  | Lotta Schultz              | Suède         | 0      | —      | 0      | 1      | —      | 0      | —      | —      | 1     |
| 29  | McLain Ward                | États-Unis    | —      | —      | —      | 0      | 1      | —      | —      | —      | 1     |
| 29  | Michael Whitaker           | Great Britain | —      | 0      | —      | —      | —      | 1      | —      | 0      | 1     |
| 29  | Niels Bruynseels           | Belgique      | 0      | —      | —      | 0      | —      | 1      | 0      | —      | 1     |
| 29  | Niklaus Schurtenberger     | Suisse        | —      | 0      | 1      | —      | 0      | —      | —      | 0      | 1     |
| 29  | Peter Eriksson             | Suède         | 0      | 0      | 0      | 1      | —      | —      | —      | —      | 1     |
| 29  | Piet Raymakers             | Pays-Bas      | —      | —      | 1      | 0      | —      | —      | 0      | —      | 1     |
| 29  | Rolf-Göran Bengtsson       | Suède         | —      | 1      | —      | —      | 0      | —      | —      | —      | 1     |
| 29  | Royne Zetterman            | Suède         | —      | —      | —      | —      | 0      | 1      | 0      | —      | 1     |
| 29  | Steve Guerdat              | Suisse        | 1      | —      | 0      | 0      | 0      | —      | —      | 0      | 1     |